# 明石伸子
明石 伸子（あかし のぶこ） は、NPO法人日本マナー・プロトコール協会理事長、NHK経営委員。

## 概要
客室乗務員や秘書経験をもとに、日本の伝統的なしきたりや礼儀作法のすばらしさを見直すとともにマニュアルではない“マナーの本質”の探究と、国際社会に必須のプロトコール（外交儀礼）の普及をめざしてＮＰＯ法人日本マナー・プロトコール協会の設立に加わり、理事事務局長に就任。起業家として「マナー・プロトコール検定」制度の確立や、そのための事務局運営を担う。マナー&プロトコール普及のために、検定に関る教育教材の開発や講師の育成、セミナーの運営を行うとともに、官公庁や企業、教育機関からの依頼に応じてマナー講師としてセミナーや研修、講演活動なども多数実施。歯科業界に加え、航空業界、ホテル業界などのサービス産業とのつながりが深い。2012年に理事長に就任。2016年に「マナー・プロトール検定」は文部科学省後援となっている。

## 略歴
NPO法人日本マナー・プロトコール協会の理事長。石川県小松市生まれ。横浜雙葉中学校・高等学校、青山学院大学経済学部卒業。1979年日本航空株式会社に客室乗務員として入社。1988年株式会社テンポラリーセンター（現：株式会社パソナ）に入社し、役員秘書と新規事業の統括を担当。その後、株式会社イメージプランにて企業イメージの向上のためのＣＩ（コーポレートアイデンティティ）策定や、社員の自己実現のためのＰＩ（パーソナルアイデンティティ）確立などのコンサルテーションに関る。退社後、有限会社ブライトンを設立し、美容関係や医療関連企業などの顧問、アドバイザーとして店舗運営や社員研修、ＣＳ（顧客満足度）向上指導などを実施するとともに、企業エグゼクティブや政治家などの好感力アップなどのアドバイスも行う。
- 1996年11月1日 有限会社ブライトン設立、代表取締役（～現任）
- 2003年3月3日 ＮＰＯ法人日本マナー・プロトコール協会設立 理事・事務局長
- 2012年12月1日 ＮＰＯ法人日本マナー・プロトコール協会理事長
- 2019年6月20日 日本放送協会経営委員[3][4]

## 役職

### 政府関係委員
- 内閣府「男女共同参画連携会議」有識者議員 2013年9月9日～2019年8月[5]
- 内閣府「子ども・若者育成支援推進点検・評価 会議」構成員 2013年10月11日～2021年3月[6]

### 企業役員
- 株式会社ゆうちょ銀行社外取締役 2015年6月24日～2021年6月17日[7]
- 株式会社吉野家ホールディングス社外取締役 2019年5月～現在[8]

その他
・一般社団法人日本バーメンス協会理事　2006年6月～20016年5月
・一般社団法人日本ホテル・レストランサービス技能協会理事　2019年5月～現在

## 著書等

### 著作
- あなたを輝かせる「大人のマナー講座」NHK出版 ISBN 4140112239
- セレブなお作法～和のしきたりと大人のマナー ビジネス社 ISBN 4828414037
- 間違いやすい順　社会人のマナー大全　宝島社

### 監修
- 結婚式お祝いのスピーチ 日本文芸社
- 私たちのエチケット～全国高等学校校長会家庭部会編 教育図書
- 楽しい食事のマナー～全国高等学校校長会家庭部会編 ＜和食・洋食＞（DVD）教育図書
- 宮中賢所物語 ビジネス社
- 皇室の祭祀と生きて 河出文庫
- 実践ビジネスマナー ウイネット
- 一生使えるマナーと作法　ナツメ社

### 連載
- 『週刊ホテルレストラン』 オータパブリケイションズ発行 2008年7月 - 2014年12月
- 『ザ・ホテルバーメン』 一般社団法人日本ホテルバーメンズ協会発行 2014年1月 -2015年11月
- 『教育再生』 一般財団法人日本教育再生機構発行 2013年4月 -
- 『アンフィニ』 日本看護連盟発行 2009年1月1日 -
- ＨＲＳニュース
- 新聞取材記事等

- 2006/6/8 日経産業新聞 「職場での結婚のマナー」
- 2006/6/9 朝日新聞 「ドレスコード」
- 2006/11/4 日本経済新聞 「近所付き合いのマナー」
- 2008/8/4 日本経済新聞 「俺流マナーにとまどい」
- 2009/1/31 日本経済新聞 「引っ越しのマナー」
- 2009/4/11 日本経済新聞 「食事のマナー」
- 2009/11/18 朝日新聞 「大統領お辞儀 米で物議 （※オバマ大統領天皇陛下に拝謁）」
- 2010/1/24 朝日新聞 「お見舞いの心得」
- 2013/10/26 日本経済新聞 「お茶・お菓子のマナー」
- 2014/10/6 日本経済新聞 「服装 ドレスコードについて」
- 2015/11/20 週刊朝日（朝日新聞） 「年賀状のやめ方」
- 2016/4/29 徳島新聞 「就活生の心得」
- 2016/5/7 日本経済新聞 「カタログギフトの選び方」

### 雑誌監修
- 2009/9 日経おとなのＯＦＦ（日経ＢＰ社） 「席次のマナー」
- 2011/1/12 日経おとなのＯＦＦ（日経ＢＰ社） 「席次のマナー」
- 2012/8/6 日経おとなのＯＦＦ（日経ＢＰ社） 「失敗しない訪問のマナー」
- 2013/2/6 日経おとなのＯＦＦ（日経ＢＰ社） 「ビジネスシーンのマナー」
- 2013/5/15 日経おとなのＯＦＦ（日経ＢＰ社） 「ビジネスシーンのマナー」
- 2014/4/30 日経ビジネス（日経ＢＰ社） 「ビジネスシーンのマナー」
- 2014/12/28 日経おとなのＯＦＦ（日経ＢＰ社） 「失敗しない訪問のマナー」
- 2015/3/10 日経ビジネスアソシエ（日経ＢＰ社） 「マナー大辞典・ジネスシーン対応マニュアル」
- 2015/7/13 日経おとなのＯＦＦ（日経ＢＰ社） 「失敗しない訪問のマナー」
- 2016/5/12 日経ビジネスアソシエ（日経ＢＰ社） 「マナー大辞典（ビジネスマナー/ビジネス文書/手紙/食事/贈答/冠婚葬祭）・ビジネスシーン対応マニュアル」

### 雑誌取材
- 2005/1/1 メイプル（集英社） 訪問・贈答・食事のマナー
- 2005/9 GENTRY（アシェット婦人画報社） 接待とディナー
- 2006/9/1 先見経済（(株)清和コミュニケーションズ）マナー・プロトコール協会について
- 2006/9/8～2007/7/17 学生新聞（(株)就職課）社会で役立つマナーQ＆A
- 2006/10/10～2006/12/26 自由民主（自由民主党本部 ※新聞）心をつかむマナー講座
- 2006/12～2009/2 MY経営情報（明治安田生命）
- 2007/2/1 暮らしの手帖（暮しの手帖社） 「飛行機機内での過ごし方」
- 2007/6/1 暮らしの手帖（暮しの手帖社） 「披露宴に呼ばれたら」
- 2007/6～2008/4 資生堂社内教育用テキスト（株式会社資生堂）
- 2007/12/17 OZmagazine（スターツ出版（株）） 「贈答・手紙」
- 2008/4～2009/3 ベストプランナー（セールス手帖社保険FPS研究所）
- 2008/9/12 FRAU（講談社） 「お祝い・お見舞い お付き合いのマナー」
- 2008/10/1 LAPITA（小学館） 「食事のマナー マナー全般」
- 2009/9 Harpers BAZAAR（ハースト婦人画報社） 「プロトコール」
- 2009/11/24 プラチナサライ（小学館） 「ホームパーティのマナー」
- 2009/12 GLITTER（トランスメディア（株）） 「パーティのマナー」
- 2012/10/22 OZ plus（スターツ出版（株）） 「贈答のしきたり・公共のマナー」
- 2012/1 hi na mi（オルビス（株）） 「手紙の書き方」
- 2012/12/1 文藝春秋（（株）文藝春秋）「リタイア後の冠婚葬祭マナー（贈答のやめ方）」
- 2013/3/1 文藝春秋（（株）文藝春秋）「お付き合いのマナー（パーティ・祝儀袋等）」
- 2014/2/10 いきいき（いきいき（株））「交際費の上手な減らし方」
- 2014/2/27 Ｒ22（（株）リクルートホールディングス）「新入社員おごられマナー」
- 2015/12 hi na mi（オルビス（株）） 「年末年始の訪問・食事のマナー・手紙」
- 2016/9/1 Cmagazine（キャノンマーケティングジャパン（株））「ビジネスマナー」
- 2016/9/7 大人のおしゃれ手帖（（株）宝島社）「幸せなお金の使い方」